# Avrillé, Vendée

Avrillé este o comună în departamentul Vendée, Franța. În 2009 avea o populație de 1,194 de locuitori.